# Carina Round

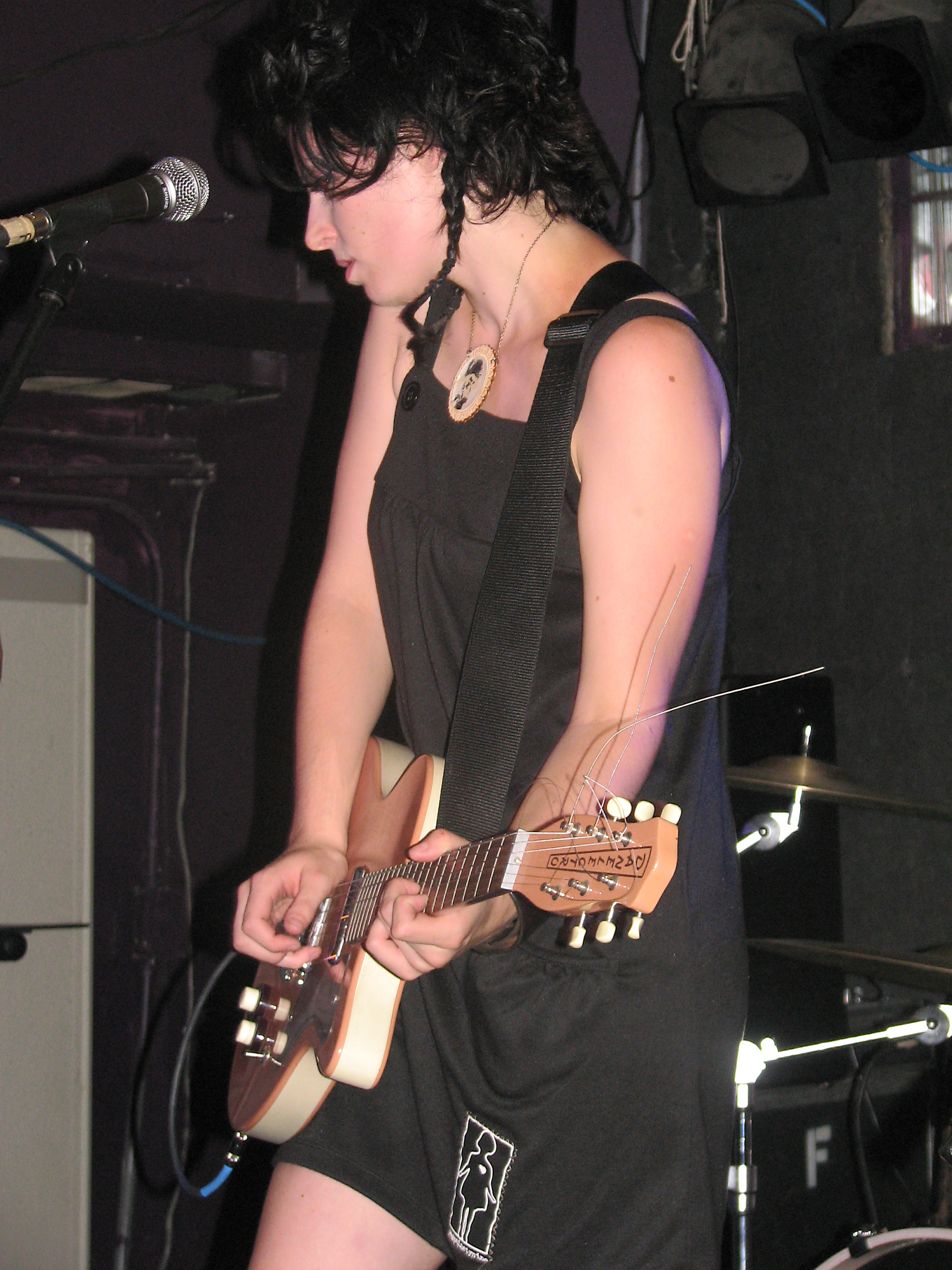
Carina Round 2007 in Washington D.C.

Carina Round (* 20. April 1979 in Wolverhampton) ist eine britische Rocksängerin, Songschreiberin, Gitarristin und Musikerin.

## Musikalische Laufbahn
Carina Round begann ihre Karriere mit zahlreichen Liveauftritten in Clubs der Region Birmingham. Der erste Auftritt als Band erfolgte 1996 auf dem Birmingham Songwriters Festival als Vorgruppe von Coldplay.
Die beiden ersten Alben The First Blood Mystery und The Disconnection entstanden in England, während Carina Round im Jahr 2005 nach L.A. zog, um mit Glen Ballard Slow Motion Addict unter dem Major Label Interscope zu produzieren. Musikvideos zu 12 der 13 Songs des 2007 erschienenen Albums bilden den Film Slow Motion Addict, der unter der Regie von Jesse Davey entstand.
Nach der Trennung von dem Major Label wurde 2009 die Things You Should Know-EP und am 1. Mai 2012 das vierte Album Tigermending veröffentlicht, letzteres unter ihrem eigenen Label Dehisce Records. Unter anderem arbeitete sie auf diesem Album mit Dave Stewart, Brian Eno (‘The Secret of Drowning’) und Billy Corgan (‘Got To Go -2000 years BC mix’) zusammen.
In den Jahren 2016 und 2019 tourte sie mit Tears for Fears als Hintergrund-Gesangsstimme und übernahm den Lead-Gesang bei "Woman in Chains". Sie sang als Hintergrund-Gesangsstimme auf mehreren Tracks für das nächste Album von Tears For Fears, The Tipping Point, das 2022 veröffentlicht wurde, und begleitete Tears for Fears auf der ersten Etappe ihrer US-Tour, um das Album zu unterstützen.

## Begleitband
- Tom Livemore – E-Gitarre
- Simon Smith – E-Bass
- John Large – Schlagzeug (ab 2001)
- Marcus Galley – Schlagzeug (bis 2001)

## Diskografie

### Solo
- 2001: The First Blood Mystery
- 2003: The Disconnection
- 2004: Into My Blood (Single)
- 2004: Lacuna (EP)
- 2007: Slow Motion Addict
- 2009: Things You Should Know (Digital EP)
- 2011: The First Blood Mystery (10 Year Anniversary Edition)
- 2011: The Last Time (Single)
- 2012: Tigermending
- 2015: Tigermixes (Remixes des Tigermending-Albums)
- 2016: Deranged To Divine

### Mit Puscifer
- 2009: "C" Is for (Please Insert Sophomoric Genitalia Reference Here)
- 2010: Sound into Blood into Wine
- 2011: Conditions of My Parole
- 2013: Donkey Punch The Night EP
- 2015: Money Shot
- 2020: Existential Reckoning

### Mit Early Winters
- 2012: Early Winters (Album)
- 2014: Vanishing Act (Album)